# HL Близнецов
HL Близнецов (лат. HL Geminorum) — двойная затменная переменная звезда типа Алголя (EA) в созвездии Близнецов на расстоянии приблизительно 4 983 световых лет (около 1 528 парсек) от Солнца. Видимая звёздная величина звезды — от +15,5m до +14m. Орбитальный период — около 2,3209 суток.

## Характеристики
Первый компонент — жёлто-белая звезда спектрального класса F0. Радиус — около 3,11 солнечных, светимость — около 4,523 солнечных. Эффективная температура — около 6530 К.
Второй компонент — жёлтая звезда спектрального класса G5.